# Mercedes-Benz 540K
Mercedes-Benz 540K – luksusowy samochód osobowy produkowany przez firmę Mercedes-Benz w latach 1936–1940, nosił oznaczenie wewnętrzne W24. Wyprodukowano łącznie 406 takich samochodów.
Został zaprezentowany podczas 1936 Paris Motor Show, konstrukcyjnie był rozwinięciem modelu 500K, który zaś wywodził się z Mercedesa SSK. 540K dostępny był jako: 2-miejscowy kabriolet, 4-miejscowe coupé oraz 7-miejscowa limuzyna.
Benzynowy silnik R8 znany z 500K został powiększony do pojemności 5401 cm³. Osiągał on moc maksymalną 117 KM (86 kW), tak jak w poprzedniku występowała sprężarka Roots, której uruchomienie podnosiło wartość mocy do 183 KM (130 kW). Dzięki temu pojazd mógł rozpędzić się do 170 km/h.
Moc przenoszona była na oś tylną poprzez 4- lub opcjonalnie 5-biegową manualną skrzynię biegów. Pojazd wyposażony był w układ hamulcowy ze wspomaganiem. 540K charakteryzował się podobnym układem podwozia jak 500K, był jednak lżejszy, głównie dzięki zastosowaniu w ramie rur o owalnym przekroju.
Wybuch II wojny światowej w 1939 sprawił, że zarzucono dalszych prac na projektem modelu 580K. Wyposażony był on w rozwiercony do 5,8 l silnik, powstał prawdopodobnie tylko jeden egzemplarz. Produkcję podwozi zakończono w roku 1940, powstałe wcześniej konstrukcje były wciąż karosowane, ostatnia seria została zabudowana w 1944 roku. Najbardziej charakterystyczną cechą nadwozia tego modelu był miękko zawinięty ku dołowi tył pojazdu na którym zamocowane było koło zapasowe, oraz maleńkie tylne lampy.

## Dane techniczne
Rocznik 1936 Tourer:
- R8 5,4 l (5401 cm³)[1], 2 zawory na cylinder, OHV, SC
- Układ zasilania: gaźnik
- Średnica cylindra × skok tłoka: 88,00 x 111,00 mm
- Stopień sprężania: 5,2:1
- Moc maksymalna: 115 (z kompresorem 180) KM (84, względnie 132 kW) przy 3400 obr./min[1]
- Maksymalny moment obrotowy: 431 Nm przy 2200 obr./min
- Prędkość maksymalna: 140-170 km/h